# Східноафриканський коледж об'єднаного світу
Східноафриканський коледж об'єднаного світу (англ. United World College East Africa, скорочена назва: «UWC East Africa») — міжнародний коледж-інтернат, розташований в Танзанії. З 2019 року входить до мережі Коледжів об'єднаного світу. Коледж створено на базі раніше відомої у Танзанії «Міжнародної школи Моші» (англ. International School Moshi), є власністю та повністю управляється зареєстрованою в Танзанії неприбутковою компанією «ТОВ Міжнародна школа Моші» «англ. International School Moshi Ltd» і має два кампуси:
- кампус «Моші» — в м. Моші, регіон Кіліманджаро;
- кампус «Аруша» — в м. Аруша, регіон Аруша.

У двох кампусах коледжу виховуються та навчаються приблизно 500 учнів більше 40 національностей. На відміну від більшості Коледжів об'єднаного світу, де, зазвичай, учні навчаються лише у старших класах у віці 16-19 років, в UWC East Africa навчаються від 3 до 20 років. Основна частина з них є діти емігрантів з різних країн, які проживають в Танзанії, та діти іноземних громадян, які працюють та/або проживають там, а також, діти громадян Танзанії, які проживають у цій місцевості. Більша частина з них навчаються за денною формою навчання, і до 150 (в основному, старшокласники) — за формою повного інтернату. Понад 100 учнів старших класів отримують стипендії в системі Коледжів об'єднаного світу, які частково чи повністю покривають витрати на навчання та проживання в інтернаті. Претенденти на навчання у старших класах відбираються на конкурсній основі національними комітетами Коледжів об'єднаного світу, які функціонують більше, ніж у 155 країнах світу. Претенденти з України відбираються національним комітетом «UWC Україна». Основні критерії відбору наведені на сайті комітету.
Коледж є членом Ради міжнародних шкіл (англ. Council of International Schools — «CIS»).

## Коротка історія
У 1960-х роках у м. Моші розпочались роботи із створення навчального «Християнського медичного центру Кіліманджаро» (англ. Kilimanjaro Christian Medical Centre) на кошти, зібрані «Фондом доброго самаритянина» (англ. Good Samaritan Foundation). Для забезпечення дітей зайнятих у проекті працівників та лікарів якісною освітою виникла потреба у створенні сучасної школи. До створення школи також долучилися федерація лютеранських церков в Танзанії «Євангельська лютеранська церква в Танзанії» (англ. Evangelical Lutheran Church in Tanzania) із штаб-квартирою у м. Аруша, члени якої працювали над декількома проектами зі створення мережі медичних закладів та закладу «Клінічна пасторальна освіта» (англ. Clinical Pastoral Education), а також, Лютеранська церква в Америці (англ. Lutheran Church in America), Об'єднана євангельська місія в Німеччині (англ. United Evangelical Mission in Germany) та Місія баптистів (англ. Baptist Mission). Ці п'ять організацій і стали засновниками та акціонерами Міжнародної школи Моші (англ. International School Moshi), яку було відкрито в 1969 році у місті Моші. Першим директором школи стала ініціатор її заснування Джерін Мортенсон, мати Грега Мортенсона, одного із перших учнів школи.
У вересні 1971 у школі було відкрито інтернат та введені в експлуатацію житлові приміщення для учнів.
Для забезпечення високої якості освіти і можливості випускникам продовжувати навчання у кращих університетах світу, у школі запроваджувалися освітні програми «IB World School» (укр. «Світової школи міжнародного бакалаврату»). 1 січня 1977 була акредитована перша «Програма для здобуття диплома міжнародного бакалаврату» (англ. IB Diploma Programme) власником та розробником цієї програми — некомерційним освітнім фондом «International Baccalaureate®».
Представники школи беруть участь у конференціях та заходах, присвячених міжнародному освітньому руху, спрямованому на створення нового світу, побудованого на взаємній повазі, прагненні до мирного співіснування і до співробітництва, і у 1980 розпочинають роботу з входження до мережі Коледжів об'єднаного світу, як асоційованого члена цього руху.
У 1987 був започаткований кампус школи у м. Аруша, розташований за 90 км на захід від кампуса «Моші». У 1996 кампус було урочисто відкрито. Кампус «Аруша» розрахований на 200 учнів, які навчалися лише за денною програмою.
15 жовтня 1987 школа та її освітні програми були акредитовані Асоціацією коледжів та шкіл Середніх Штатів (англ. Middle States Association of Colleges and Schools — «M.S.A.») і дипломи її випускників стали визнаватися та прийматися усіма університетами Середніх Штатів а також більшістю університетів Північної Америки.
1 лютого 2007 обидва кампуси успішно завершили процедуру акредитації «Програми ранніх років міжнародного бакалаврату» (англ. IB Primary Years Programme) — програми початкової освіти, орієнтованої на учнів молодших класів, а 29 травня цього ж року — і «Програми середніх років міжнародного бакалаврату» (англ. IB Middle Years Programme) — програми базової середньої освіти, орієнтованої на учнів середніх класів.
30 червня 2014 «Програму для здобуття диплома міжнародного бакалаврату» (англ. IB Diploma Programme) кампусу «Аруша» також було акредитовано, і Міжнародна школа Моші стала «IB-школою», у якої процес виховання і навчання учнів, починаючи від дитячого садочка, і закінчуючи випускними класами, став повністю охоплений програмами міжнародного бакалаврату.
1 серпня 2019 року Міжнародна школа Моші офіційно стала 18-ю школою UWC і змінила свою назву на «United World College East Africa» (укр. Східноафриканський коледж об'єднаного світу), ставши другою школою UWC на африканському континенті. У серпні цього ж року у кампусі «Аруша» були відкриті житлові приміщення для учнів інтернату, направлених на навчання від Національних комітетів UWC.
25 жовтня учні, педагогічний колектив, гості та колишні випускники відсвяткували 50-річний ювілей школи та її офіційне входження до мережі Коледжів об'єднаного світу. Урочистості проходили зранку у кампусі «Моші», а у післяобідню пору — у кампусі «Аруша».

## Структура коледжу та освітні програми
У коледжі учні навчаються у двох кампусах, розташованих у різних містах за 90 км один від іншого, які по суті є двома окремими школами і включають:
- початкову школу;
- середню школу;
- вищу школу.

Структура, вік школярів, навчальні програми, градація класів у коледжі (UWCEA) і порівняння її із градацією, прийнятою у Танзанії та у деяких інших країнах, наведені у таблиці:
| Вік школярів | 3-5                                   | 5                     | 6                     | 7                     | 8                     | 9                     | 10                    | 11-12                   | 12-13                   | 13-14                   | 14-15                   | 15-16                   | 16-18                         | 17-19                         |
| Класи в UWCEA | EC                                    | P1                    | P2                    | P3                    | P4                    | P5                    | P6                    | M1                      | M2                      | M3                      | M4                      | M5                      | D1                            | D2                            |
| Освітні програми | Програма ранніх років Раннє дитинство | Програма ранніх років | Програма ранніх років | Програма ранніх років | Програма ранніх років | Програма ранніх років | Програма ранніх років | Програма середніх років | Програма середніх років | Програма середніх років | Програма середніх років | Програма середніх років | Програма для здобуття диплома | Програма для здобуття диплома |
| Класи в Танзанії | Nurcery                               | 1                     | 2                     | 3                     | 4                     | 5                     | 6                     | 7                       | F1                      | F2                      | F3                      | F4                      | F5                            | F6                            |
| Класи у Великій Британії | Nurcery                               | Y1                    | Y2                    | Y3                    | Y4                    | Y5                    | Y6                    | Y7                      | Y8                      | Y9                      | Y10                     | Y11                     | Y12                           | Y13                           |
| Класи в США | Pre-K                                 | K                     | G1                    | G2                    | G3                    | G4                    | G5                    | G6                      | G7                      | G8                      | G9                      | G10                     | G11                           | G12                           |
| Примітки: EC — Early Childhood (укр. раннє дитинство); P1—P6 — Primary 1 — Primary 6 (укр. початкові класи з 1-го по 6-тий); M1—M5 — Middle 1 — Middle 5 (укр. середні класи з 1-го по 5-тий); D1, В2 — Diploma 1, Diploma 2 (укр. випускні (дипломні) класи 1-ий та 2-ий); Nurcery — дитячий садочок; F1—F6 — Form 1 — Form 6 — градація старших класів, прийнята у Танзанії; Y1—Y13 — Year 1 — Year 13 — градація класів, прийнята у Великій Британії; Pre-K — Pre-Kindergartden — молодша та середня групи дитячого садочка за освітньою системою у США; K — Kindergarten — старша група дитячого садочка за освітньою системою у США — еквівалент підготовчої групи в Україні; G1—G12 — Grade 1 — Grade 12 — градація класів, прийнята в США |                                       |                       |                       |                       |                       |                       |                       |                         |                         |                         |                         |                         |                               |                               |

Процес навчання і виховання учнів обох кампусів від 3-річного віку і до закінчення коледжу повністю охоплений програмами міжнародного бакалаврату. Учні дитячого садочка навчаються і виховуються за «Програмою ранніх років, раннє дитинство» (англ. Early Childhood Primary Years Programme), учні початкових класів — за «Програмою ранніх років» (англ. Primary Years Programme), учні середніх класів — за «Програмою середніх років» (англ. Middle Years Programme). Учні випускних класів навчаються за «Програмою для здобуття диплома міжнародного бакалаврату» (англ. International Baccalaureate Diploma Programme). Дипломи про повну середню освіту міжнародного бакалаврату (англ. The IB diploma) надають можливість здобувати вищу освіту та приймаються і визнаються більше, ніж 2 337 університетами у 90 державах світу.

## Інтернат
Кампус «Моші» пропонує як денну, так і інтернатну форми навчання. Інтернат доступний для учнів від 7-ми років, і до закінчення коледжу.
Кампус «Аруша» пропонує денну форму навчання для усіх учнів, однак, починаючи із серпня 2019, після того, як коледж увійшов до мережі Коледжів об'єднаного світу, були введені в дію житлові приміщення для учнів старших класів, які навчаються за Програмою для здобуття диплома міжнародного бакалаврату (англ. IB Diploma Programme).
Усі учні інтернату розбиті на три вікові групи, які проживають у різних будинках. Хлопчики і дівчатка інтернату проживають окремо у невеликих будинках (по 34, 28, 22 та 17 осіб) у двомісних помешканнях. Для дітей із потребами передбачені одномісні помешкання. Будинки для дівчаток середніх і старших класів обладнані кухнями, де вони, за бажанням, можуть готувати власні страви.

## Спорт
Учні коледжу мають прекрасні можливості для занять спортом за програмою «Спорт для усіх» (англ. ‘Sports For All’) як у обсязі уроків з фізичного виховання, так і в позаурочний час, як один із різновидів активного відпочинку чи задля задоволення або вдосконалення спортивної майстерності. Учні мають можливість займатися такими видами спорту, як футбол, регбі, волейбол, баскетбол, легка атлетика, плавання, крос-кантрі, верхова їзда, маунтенбайк, нетбол, софтбол, флаг-футбол, хокей на траві, теніс, алтимат, раундерз та крикет.
Коледж є членом Атлетичної асоціації Північної Танзанії (англ. Northern Tanzania Athletics Association (NTAA)), до якої також входять 4 інші школи регіону Кіліманджаро. Змагальні спортивні турніри пропонуються у 3 різні сезони для команд різних вікових груп: U9, U11, U13, U15 і U19. Кожен з кампусів має свою спортивну команду: Моші — «Леопарди Моші» (англ. Moshi Leopards) та Аруша — «Носороги Аруші» (англ. Arusha Rhinos). На змаганнях національного значення спортсмени коледжу виступають єдиною командою. Найбільших успіхів на національному рівні досягли спортсмени-плавці та гравці в теніс і регбі.

### Плавання та водні види спорту
Обидва кампуси мають 25-метрові плавальні басейни, в яких вчаться плавати як учні коледжу, так і діти дошкільного віку громад Моші та Аруша, заняття з якими проводять кращі учні коледжу під наглядом їх вчителів та тренерів. Басейни є одними із найпопулярніших спортивних споруд, де, окрім уроків і змагань з плавання та ігрових видів спорту, проводяться різного штибу святкові і розважальні заходи. Учні, які проявляють таланти, та виявляють бажання вдосконалювати свою майстерність у водних видах спорту, мають можливість тренуватися у висококваліфікованих тренерів. Для підвищення рівня кваліфікації тренерів і спортсменів-плавців коледж запрошує фахівців найвищого світового рівня. Для учнів та тренерів коледжу майстер-класи «Свім-Свіфт-Еліт» (англ. Swim Swift Elite) проводили багаторазові чемпіони Великої Британії, члени Олімпійської збірної Великої Британії Джозеф Робук та Емі Сміт, що суттєво підняло спортивний рівень та успіхи школярів, двоє з яких увійшли до національної збірної плавців Танзанії.

### Туризм, альпінізм та відпочинок
Учням пропонуються програми туристичних і альпіністських походів, які організовані спільно обома кампусами. Альпіністські програми класифікуються від рівня «1» до рівня «5» і включають достатньо складні сходження на гору Хананг, згаслий вулкан Меру та сплячий вулкан Кіліманджаро, а також інші, легші походи по національних парках північної Танзанії. Ці походи забезпечують навчання учнів альпінізму, пішохідному туризму, гірському велосипеду, кемпінгу, командній роботі та навичкам лідерства. На кожному рівні учнів супроводжує персонал, який має кваліфікацію «Фахівець з надання першої допомоги в умовах незайманої природи» (англ. Wilderness First Aiders (MFA)), щоб забезпечити максимальну безпеку в кожному поході.
Школа має власний будинок Кіхара в старовинному танзанійському місті Пангані, багатому пам'ятками культури і історії танзанійського народу, яке лежить на узбережжі Індійського океану, поблизу гирла однойменної річки Пангані. Будинок використовується і як будинок відпочинку для учнів та персоналу, і як «виїзний клас» для заняття з географії, історії і для вивчення особливостей берегової лінії океанського узбережжя.

## Видатні та відомі учні і випускники
| Фото | Прізвище       | Опис | Країна   |
|      | Грег Мортенсон | Американський гуманіст, письменник, один із перших учнів школи                                                                                 | США      |
|      | Нейт Барлоу    | Американський кінорежисер, актор, сценарист і продюсер                                                                                         | США      |
|      | Ракеш Раджані  | Лідер громадянського суспільства Танзанії, ініціатор та ентузіаст ключових соціальних ініціатив з розвитку освіти в Танзанії та Східній Африці | Танзанія |